# Attempt (England und Wales)
Als attempt (engl. ‚Versuch‘) bezeichnet man im Strafrecht von England und Wales eine Erscheinungsform der inchoate offences (~ ‚unvollendete Straftat‘). Die Strafbarkeit des Versuchs ist im Criminal Attempts Act 1981 durch statute law geregelt. Nach s. 1 (1) CAA muss der Täter Handlungen vorgenommen haben, die „more than merely preparatory“ („mehr als nur vorbereitend“) sind. Der attempt ist nach s. 1 (4) CAA nur bei indictable offences (~ Straftaten, die mindestens schwerere Vergehen sind) möglich. Konstruktiv wird auch der attempt als actus reus und mens rea aufgebaut. Ersterer besteht in mehr als nur vorbereitenden Handlungen, letztere in der intention, die Tat auch zu vollenden.